# 赖高英雄

赖高英雄

赖高英雄（日语：／；1963年10月10日—）是日本的一位政治家，现任埼玉县蕨市市长。他出生于蕨市，父亲赖高久雄曾任蕨市議会議員（当选7次）。他毕业于埼玉县立浦和西高等学校和埼玉大学教养学部。1991年，他作为日本共产党候选人当选蕨市议会议员，之后又连任2次至2003年。1999年和2003年，两次竞选蕨市市长失败。2007年，当选蕨市市长，之后又连任4次至今。